# Кузьмін Геннадій Павлович
Геннадій Павлович Кузьмін (19 січня 1948, Маріїнськ, Кемеровська область — 28 лютого 2020, Луганськ) — український шахіст та тренер, міжнародний гросмейстер (1973). 

У складі збірної СРСР переможець шахової олімпіади 1974 року та командного чемпіонату Європи 1973 року.

Чемпіон України 1969 та 1999 років.
Закінчив Луганський машинобудівний інститут.

## Кар'єра
Чемпіон СРСР серед юніорів 1963 року.
Чотириразовий чемпіон світу серед студентів 1966, 1967,, 1968, 1971 років.
Переможець всесоюзного турніру молодих майстрів 1971 року.
Гросмейстерську норму виконав у 27 років на міжзональному турнірі в Ленінграді в 1973 році, посівши 7 місце з результатом 9½ очок з 17 можливих (+5-3=9).
Того ж 1973 року став переможцем командного чемпіонату Європи виступаючи на 8 шахівниці збірної СРСР.
У 1974 році у складі збірної СРСР став переможцем шахової олімпіади. Результат Кузьміна на 2 резервній шахівниці — 12½ з 15 можливих очок (+10-0=5).
Учасник 10-ти чемпіонатів СРСР. Найкращі результати показав у чемпіонаті 1972 року, що проходив в Баку (поділ 3-5 місць, позаду Таля та Тукмакова) та у чемпіонаті 1973 року, що проходив у Москві (поділ 2-6 місць, позаду Спаського).
У 1979 році на міжзональному турнірі, що проходив у Ризі, набравши 9 очок з 17 можливих (+5-4=8)розділив 8-10 місця.
Дворазовий переможець розіграшу Кубка СРСР у складі збірних команд товариства «Авангард» (1979), та товариства «Трудові резерви» (1982).
У складі збірної УРСР переможець спартакіади народів СРСР 1979 року. та командного чемпіонату СРСР 1981 року.
Дворазовий переможець індивідуальних чемпіонатів України 1969 та 1999 років. Срібний призер чемпіонатів 1989 (поступився за додатковими показниками Ігору Новікову) та 2003 років.
Переможець турнірів: Гастінгс (1973/1974) — розподіл 1-4 місць, Реджо-нель-Емілія (1976/1977), Баку (1977), Таллінн (1979), Кладово (1980), Дортмунд (1981) — розподіл 1-3 місць, Бенгалуру (1981), Каппель-ла-Гранд (1994), Алушта (1994, 2003).

## Турнірні результати

### Чемпіонати України
Геннадій Кузьмін зіграв у 9 фінальних турнірах чемпіонатів України, набравши при цьому 65 очок із 98 можливих.
| Рік  | Місто            | Турнір                 | + | − | = | Результат | Місце  |
| ---- | ---------------- | ---------------------- | - | - | - | --------- | ------ |
| 1969 | Івано-Франківськ | 38-й чемпіонат України | 7 | 1 | 7 | 10½ з 15  | Gold   |
| 1970 | Київ             | 39-й чемпіонат України | 5 | 3 | 9 | 9½ з 17   | 6      |
| 1989 | Херсон           | 58-й чемпіонат України | 8 | 2 | 5 | 10½ з 15  | Silver |
| 1996 | Ялта             | 65-й чемпіонат України | 4 | 0 | 7 | 7½ з 11   | 5 — 12 |
| 1997 | Алушта           | 66-й чемпіонат України |   |   |   | 6½ з 9    | Bronze |
| 1999 | Алушта           | 68-й чемпіонат України | 4 | 0 | 5 | 6½ з 9    | Gold   |
| 2003 | Сімферополь      | 72-й чемпіонат України | 4 | 0 | 5 | 6½ з 9    | Bronze |
| 2004 | Харків           | 73-й чемпіонат України | 1 | 1 | 2 | 2 з 4     | 1/8    |
| 2009 | Алушта           | 78-й чемпіонат України | 2 | 0 | 7 | 5½ з 9    | 25     |

### Чемпіонати СРСР
Геннадій Кузьмін зіграв у 10 фінальних турнірах чемпіонатів СРСР, набравши при цьому 80½ очка зі 163 можливих.
| Рік        | Місто          | Турнір                                   | + | − | =  | Результат | Місце   |
| ---------- | -------------- | ---------------------------------------- | - | - | -- | --------- | ------- |
| 1965       | Калінінград    | Півфінал 33-го чемпіонату СРСР           | 8 | 2 | 4  | 10 з 14   | 1 — 3   |
|            | Таллінн        | 33-й чемпіонат СРСР                      | 3 | 8 | 8  | 7 з 18    | 18      |
| 1966       | Орел           | Півфінал 34-го чемпіонату СРСР           | 6 | 7 | 3  | 7½ з 16   | 9 — 10  |
| 1967       | Харків         | 35-й чемпіонат СРСР                      |   |   |    | 7½ з 13   | 40      |
| 1969       | Ростов-на-Дону | Півфінал 37-го чемпіонату СРСР           | 8 | 4 | 5  | 10½ з 17  | 5 — 6   |
| 1971       | Перм           | Півфінал 39-го чемпіонату СРСР           | 4 | 4 | 9  | 8½ з 17   | 8 — 12  |
| 1972       | Одеса          | Півфінал 40-го чемпіонату СРСР           | 6 | 2 | 9  | 10½ з 17  | 2 — 5   |
|            | Баку           | 40-й чемпіонат СРСР                      | 6 | 2 | 13 | 12½ з 21  | — 5     |
| 1973       | Москва         | 41-й чемпіонат СРСР                      | 5 | 1 | 11 | 10½ з 17  | — 6     |
| 1974       | Ленінград      | 42-й чемпіонат СРСР                      | 2 | 2 | 11 | 7½ з 15   | 9       |
| 1975       | Кишинів        | 1 ліга 43-го чемпіонату СРСР             | 5 | 3 | 9  | 9½ з 17   | 4 — 5   |
| 1976       | Мінськ         | 1 ліга 44-го чемпіонату СРСР             | 2 | 3 | 12 | 8 з 17    | 11 — 13 |
| 1977       | Баку           | 1 ліга 45-го чемпіонату СРСР             | 6 | 0 | 11 | 11½ з 17  | 1       |
|            | Ленінград      | 45-й чемпіонат СРСР                      | 2 | 2 | 11 | 7½ з 15   | 8 — 9   |
| 1978       | Тбілісі        | 46-й чемпіонат СРСР                      | 2 | 7 | 8  | 6 з 17    | 18      |
| 1980       | Ташкент        | 1 ліга 48-го чемпіонату СРСР             | 5 | 2 | 10 | 10 з 17   | 5       |
| 1980/ 1981 | Тбілісі        | 48-й чемпіонат СРСР                      | 5 | 3 | 9  | 9½ з 17   | 8       |
| 1981       | Фрунзе         | 49-й чемпіонат СРСР                      | 2 | 6 | 9  | 6½ з 17   | 15      |
| 1983       | Іркутськ       | Півфінал 48-го чемпіонату СРСР           | 3 | 2 | 12 | 9 з 17    | 9 — 10  |
| 1984       | Ташкент        | 1 ліга 52-го чемпіонату СРСР             | 2 | 5 | 8  | 6 з 15    | 12 — 15 |
| 1985       | Харків         | 1 ліга 53-го чемпіонату СРСР             | 2 | 5 | 10 | 7 з 17    | 15 — 17 |
| 1987       | Норильськ      | Відбірковий турнір 55-го чемпіонату СРСР | 3 | 4 | 4  | 5 з 11    | 18 — 25 |
| 1990       | Ленінград      | 57-й чемпіонат СРСР                      | 2 | 3 | 8  | 6 з 13    | 7       |

### Інші турніри
| Рік         | Місто             | Турнір                                            | + | − | =  | Результат | Місце    |
| ----------- | ----------------- | ------------------------------------------------- | - | - | -- | --------- | -------- |
| 1973 / 1974 | Гастінгс          | міжнародний турнір                                | 7 | 2 | 6  | 10 з 15   | — 4      |
| 1975        | Загреб            | міжнародний турнір                                | 3 | 3 | 7  | 6½ з 13   | 9        |
| 1976        | Сочі              | міжнародний турнір                                | 3 | 2 | 10 | 8 з 15    | 7        |
| 1976 / 1977 | Реджо-нель-Емілія | 19-й міжнародний турнір                           | 6 | 1 | 4  | 8 з 11    | Gold     |
| 1977        | Ленінград         | міжнародний турнір «60 років жовтневої революції» | 3 | 5 | 9  | 7½ з 17   | 12       |
|             | Поляниця-Здруй    | «Меморіал Рубінштейна»                            | 5 | 2 | 8  | 11 з 17   | Silver   |
| 1978        | Рейк'явік         | міжнародний турнір                                | 4 | 3 | 6  | 7 з 13    | 8        |
|             | Львів             | зональний турнір                                  | 3 | 1 | 10 | 8 з 14    | 3 — 5    |
|             | Будапешт          | міжнародний турнір                                | 5 | 2 | 8  | 9 з 15    | 3 — 4    |
|             | Київ              | міжнародний турнір                                | 6 | 3 | 6  | 9 з 15    | 3 — 4    |
| 1979        | Блед              | міжнародний турнір                                | 6 | 5 | 4  | 8 з 15    | 8 — 9    |
|             | Таллінн           | плей-оф зонального турніру                        | 2 | 1 | 7  | 5½ з 10   | Gold     |
|             | Рига              | міжзональний турнір                               | 5 | 4 | 8  | 9 з 17    | 8 — 10   |
| 1980        | Кладово           | міжнародний турнір                                | 7 | 0 | 8  | 11 з 15   | Gold     |
| 1981        | Дортмунд          | 9-й міжнародний турнір                            | 5 | 0 | 6  | 8 з 11    | Gold     |
|             | Бенгалуру         | міжнародний турнір                                | 6 | 0 | 7  | 9½ з 13   | Gold     |
|             | Єреван            | міжнародний турнір                                | 5 | 3 | 7  | 8½ з 15   | 6        |
| 1982        | Єреван            | зональний турнір                                  | 3 | 5 | 7  | 6½ з 15   | 11       |
|             | Мінськ            | [ 49 ]                                            | 6 | 5 | 4  | 8 з 15    | 7        |
|             | Поляниця-Здруй    | «Меморіал Рубінштейна»                            | 8 | 2 | 5  | 10½ з 15  | Silver   |
| 1984        | Нью-Делі          | міжнародний турнір                                | 3 | 1 | 7  | 6½ з 11   | 4        |
| 1985        | Таллінн           |                                                   | 6 | 3 | 6  | 9 з 15    | Silver   |
|             | Лондон            |                                                   | 4 | 1 | 4  | 6 з 9     |          |
| 1987        | Фрунзе            | міжнародний турнір                                | 4 | 3 | 6  | 7 з 13    | 7 — 8    |
|             | Ташкент           | Меморіал Агзамова                                 | 8 | 1 | 8  | 12 з 17   | Gold     |
|             | Таллінн           | Кубок СРСР з рапіду                               | 4 | 2 | 5  | 6½ з 11   | 12       |
| 1989        | Ворошиловград     |                                                   | 5 | 1 | 5  | 7½ з 11   | — 2      |
| 1992        | Санкт-Петербург   | міжнародний турнір                                | 4 | 0 | 7  | 7½ з 11   | Silver   |
|             | Москва            | міжнародний турнір                                | 4 | 2 | 7  | 7½ з 13   | 5        |
|             | Алушта            | міжнародний турнір                                | 4 | 2 | 3  | 5½ з 9    | 4        |
| 1993        | Миколаїв          | зональний турнір                                  | 5 | 2 | 4  | 7 з 11    | 4        |
|             | Ростов-на-Дону    | «Ростов опен»                                     | 2 | 3 | 4  | 4 з 9     | 28 — 34  |
|             | Алушта            | міжнародний турнір                                | 2 | 1 | 8  | 6 з 11    | Bronze   |
|             | Санкт-Петербург   | міжнародний турнір                                | 4 | 1 | 4  | 6 з 9     | 6 — 12   |
| 1994        | Алушта            | міжнародний турнір                                | 5 | 0 | 4  | 7 з 9     | Gold     |
|             | Каппель-ла-Гранд  | 10-й міжнародний турнір                           | 5 | 0 | 4  | 7 з 9     | Gold     |
| 1995        | Берн              | 10-й міжнародний турнір                           | 4 | 1 | 4  | 6 з 9     | 7 — 11   |
|             | Санкт-Петербург   | міжнародний турнір                                | 3 | 0 | 6  | 6 з 9     | 3 — 9    |
| 1997        | Санкт-Петербург   | «Меморіал Чигоріна»                               | 3 | 2 | 4  | 5 з 9     | 43 — 60  |
|             | Єнакієве          | «Меморіал Момотова»                               | 3 | 3 | 7  | 6½ з 13   | 5 — 7    |
| 1998        | Донецьк           | зональний турнір                                  | 2 | 4 | 5  | 4½ з 11   | 24 — 28  |
| 1999        | Алушта            | міжнародний турнір                                | 4 | 1 | 6  | 7 з 11    | Bronze   |
|             | Свидниця          | міжнародний турнір                                | 1 | 2 | 6  | 4 з 9     | 6        |
|             | Алушта            | міжнародний турнір                                | 4 | 3 | 6  | 7 з 13    | 5        |
|             | Алушта            | міжнародний турнір                                | 5 | 3 | 5  | 7½ з 13   | 4 — 6    |
| 2000        | Алушта            | «Меморіал Пучка»                                  | 6 | 1 | 6  | 9 з 13    | Bronze   |
|             | Покров            | зональний турнір                                  | 1 | 3 | 5  | 3½ з 9    | 23 —26   |
|             | Санкт-Петербург   | «Меморіал Чигоріна»                               | 3 | 1 | 5  | 5½ з 9    | 37 — 66  |
| 2001        | Охрид             | 2-й чемпіонат Європи                              | 3 | 5 | 5  | 5½ з 13   | 168      |
| 2002        | Москва            | «Аерофлот опен»                                   | 2 | 3 | 4  | 4 з 9     | 77 — 100 |
|             | Судак             | міжнародний турнір                                | 4 | 4 | 5  | 6½ з 13   | 7 — 10   |
| 2003        | Алушта            | міжнародний турнір                                | 6 | 0 | 7  | 9½ з 13   | Gold     |
|             | Краматорськ       | міжнародний турнір                                | 2 | 3 | 9  | 6½ з 14   | 4 — 5    |
| 2004        | Алушта            | міжнародний турнір                                | 3 | 2 | 8  | 7 з 13    | 4 — 6    |
| 2005        | Алушта            | міжнародний турнір                                | 3 | 3 | 5  | 5½ з 11   | 8 — 10   |
|             | Алушта            | міжнародний турнір                                | 4 | 3 | 11 | 9½ з 18   | — 4      |
| 2007        | Бєлгород          | міжнародний турнір                                | 4 | 1 | 4  | 6 з 9     | — 3      |

## Тренер
Геннадій Кузьмін відомий також не тільки як гравець, а також як тренер. Зокрема в період 1984—1993 рр. він був тренером Маї Чибурданідзе, яка тричі ставала чемпіонкою світу (1984, 1986, 1989 рр.). Також Кузьмін тренував Руслана Пономарьова на чемпіонаті світі ФІДЕ 2002 року, коли той став чемпіоном світу.
Тренер жіночої збірної України на шаховій олімпіаді 1994 року (5-е місце).
Крім того, Геннадій Кузьмін був заслуженим тренером СРСР (з 1991 року), заслуженим тренером Грузії (з 1984 року) та заслуженим тренером України (з 1992 року).